# Hr.Ms. Marken (1943)
De Hr.Ms. Marken (FY 227) ex HMS MMS 227 was een Nederlandse mijnenveger van het type MMS 105, vernoemd naar het Noord-Hollandse eiland Marken. Hetzelfde jaar dat het schip werd gebouwd werd het in dienst genomen bij de Nederlandse marine. Tijdens de Tweede Wereldoorlog voerde het schip mijnenveegoperaties uit in Britse wateren. Tijdens een van deze mijnenveegoperaties op 20 mei 1944 is het schip op de Noordzee op een akoestische mijn gelopen en verloren gegaan. Slechts één opvarende overleefde de explosie.
In 1944 werd er door de Nederlandse marine de Britse MMS 54, een mijnenveger van het type MMS 105 aangeschaft ter vervanging van dit verloren gegane schip.